# リヴィングストン・トールマッジ・マーチャント

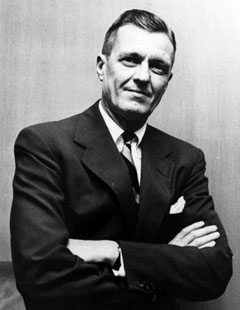
リヴィングストン・トールマッジ・マーチャント

リヴィングストン・トールマッジ・マーチャント（Livingston Tallmadge Merchant, 1903年11月23日 - 1976年5月15日）は、アメリカ合衆国の外交官、駐カナダ大使を2度務め、1959年から1961年までアメリカ合衆国国務次官（政治担当）を務めた。

## 生い立ちと初期の経歴
マーチャントはコネチカット州のホッチキス・スクールで教育を受け、1922年に卒業した。マーチャントはニュージャージー州のプリンストン大学で学び、コテージ部に所属した。1926年に大学を卒業した後、マーチャントは投資顧問会社 Scudder Stevens and Clark に参加した。マーチャントは1930年に無限責任社員となった。

## 国務省での活動
マーチャントは1942年から1962年まで国務省で勤務した。
マーチャントは1942年に国防資材部副部長、1945年に戦争地域部部長を務めた。マーチャントは1945年から1946年までフランスのパリにあるアメリカ大使館に駐在し、公使級の役職として経済担当の参事官を務めた。マーチャントは1946年から1948年まで航空部部長を務めた。マーチャントは1947年に外務職員としての任命を受けた。マーチャントは1948年から1949年まで中華民国の南京にあるアメリカ大使館に、参事官として駐在した。
マーチャントは1949年から1951年にかけて、極東担当国務副次官補を務めた。マーチャントは1952年から1953年まで、ヨーロッパ駐在アメリカ特別代表の政治担当代理および北大西洋理事会のアメリカ常任委員代理として、大使級の役職でフランスのパリに駐在した。マーチャントは1953年から1956年までヨーロッパ担当国務次官補を務めた。マーチャントは1956年から1958年まで駐カナダ大使を務めた。マーチャントは1958年から1959年までヨーロッパ担当国務次官補を務めた。マーチャントは1959年に政治担当国務副次官を務めた。マーチャントは1959年から1961年まで政治担当国務次官を務めた。マーチャントは1961年に国務長官代行を務めた。マーチャントは1961年から1962年まで駐カナダ大使を務めた。

## 晩年
1964年、マーチャントはカナダの外交官アーノルド・ヒーニーとの共著「マーチャント＝ヒーニー報告書」を発表した。これは、アメリカとカナダの二国間関係について詳述した文書であった。マーチャントは1965年から1968年まで国際復興開発銀行の事務局長を務めた。